# فرن پریری (واشینگتن)
فرن پریری (به انگلیسی: Fern Prairie) یک منطقهٔ مسکونی در ایالات متحده آمریکا است که در شهرستان کلارک، واشینگتن واقع شده‌است. فرن پریری ۱۳٫۰ کیلومتر مربع مساحت و ۱٬۸۸۴ نفر جمعیت دارد و ۱۳۹٫۹ متر بالاتر از سطح دریا واقع شده‌است.